# Brian Bennett
Brian Laurence Bennett OBE (født 9. februar 1940 i London) er en engelsk trommeslager, percussionist, komponist, pianist, arrangør, producer og dirigent. Hans virke som trommeslager startede i 1956 bag Gene Vincent og Eddie Cochran, når disse gæstede England fra USA. I 1958 blev han backing trommeslager for Marty Wilde, som på det tidspunkt sammen med Cliff Richard og Tommy Steele var Englands første store Rock'n roll sangere.

## I The Shadows
I 1960 blev han backing trommeslager for Tommy Steele, indtil han I oktober 1961 fik et tilbud om at afløse Tony Meehan i The Shadows hvor han har været medlem siden. Hans første indspilning med gruppen var nummeret "Stars Fell On Stockton", som var B siden til Wonderful Land, og lp´en "Live at the ABC Kingston"  fra marts 1962, og den første studie lp indspilning, var deres anden lp "Out Of The Shadows", fra oktober 1962 , hvor hans trommesolo feature "Little B" var med , og som blev et fast nummer på alle Shadows koncerter siden. Han var den første fra the Shadows som lavede en solo-lp "Change of Direction" i april 1967, medens han stadig var aktiv i gruppen. I 1968 da Shadows midlertidigt var opløst, arbejdede han som producer og arrangør. I 1969 lavede han sit andet solo album The Illustrated London Noise. I 1970 blev han arrangør og orkesterleder og senere trommeslager for Cliff Richard i en periode. I 1971 spillede han med som sideman hos Marvin, Welch og Farrar på lp'en Second Opinion. I 1973 lavede han med gruppen Collage en sjælden lp "Misty" som ikke slog an på hitlisterne. Han var også studiemusiker for bl.a. Norrie Paramor, Ella Fitzgerald, Tom Jones, Olivia Newton-John, Georgie Fame, Engelbert Humperdinck og Roger Whittaker etc. I 1973 blev the Shadows gendannet, og Brian Bennett var med igen. I 1977 lavede han sit eget Brian Bennett band som indspillede lp'en Rock Dreams. I 1978 lavede han koncept lp'en  Voyage  som var en plade i futuristiske omgivelser, med Francis Monkman fra gruppen Sky på et arsenal af keyboards, Alan Jones på basguitar og Bennett selv på trommer og percussion. Ligeledes i 1978 samledes Cliff og Shadows og fejrede deres 20 års jubilæum i branchen med en Vhs og pladeindspilning af lp'en Thank You Very Much som var liveoptagelser fra det berømte London Palladium. I 1979 indspillede Bennett disco lp'en Heat Exchange som ikke opnåede nogen synderlig anerkendelse. Bennett har siden spillet med The Shadows frem til deres opløsning i 1990. I 90'erne har Bennett primært koncentreret sig om sin komponistvirksomhed, og vundet flere priser for sin musik til film; bl.a. "Ruth Rendell Mysteries", "Pulaski" , "Living Brittain" og "Terminal Choice". Han indspillede også cd´en Drumtrax i 1990 som er en ren trommeplade med ham selv, hvor han demonstrerer sine tekniske og musikalske færdigheder, samt sin alsidige kunnen og høje niveau på instrumentet. I 2004 blev han adlet hos den engelske dronning for " outstanding work in the music buisness". Ligeledes samme år gendannedes the Shadows for at afslutte med koncerter i England hvor der blev indspillet en cd og DVD The Final Tour. I 2009 samledes han med Cliff Richard og the Shadows igen for at fejre deres 50 års jubilæum i brancen med definitiv afslutning og en DVD indspilning fra O2 i London for 15.000 mennesker. Derefter en kort Europaturné bl.a. i Danmark. I januar 2010 sluttes sagaen så helt af med koncerter til Sydafrika og Australien. Bennett laver i dag stadig pladeindspilninger, og komponere til film og teatershows, og leder sit eget indspilnings studie i Radlett hvor han bor. Han arbejder ligeledes på sin selvbiografi med titlen "Chasing Shadows".

## LP/CD diskografi med The Shadows
- Live At The ABC Kingston (1962) halv Shadows/halv Cliff-album
- Out of The Shadows (1962)
- Dance with The Shadows (1964)
- The Sound Of The Shadows (1965)
- Shadow Music (1966)
- Live in Japan (1967)
- Jigsaw (1967)
- From Hank Bruce Brian and John (1967)
- Established 1958 (1968) halv Cliff Richard/halv Shadows-album - 10-års jubilæum
- Live In Japan (1969)
- Shades Of Rock (1970)
- Rocking With Curly Leads (1973)
- Specs Appeal (1975)
- Live at The Paris Olympia (1975)
- Tasty (1977)
- Thank You Very Much - Live (1978) med Cliff Richard, 20-års jubilæum
- String of Hits (1979)
- Change Of Address (1980)
- Hits Right Up Your Street (1981)
- Life In The Jungle (1982)
- Live at Abbey Road (1982)
- XXV (1983) - 25-års jubilæum
- Guardian Angel (1984)
- Moonlight Shadows (1985)
- Simply Shadows (1987)
- Steppin to The Shadows (1989)
- At Their Very Best (1989)
- Live at the Liverpool Empire (1989)
- Reflections (1990)
- The Final Tour (2004)
- The Final Reunion Live (2009) med Cliff Richard

## Singler med The Shadows
- "Wonderful Land" * / "Stars Fell on Stockton" ( * med Tony Meehan på side A) (1962)
- "Guitar Tango" / "What a Lovely Tune" (1962)
- "The Boys" / "The Girls" / "Sweet Dreams" / Theme from the Boys - EP  (1962)
- "Dance On" / "All Day" (1962)
- "Foot Tapper" / "The Breeze and I" (1963)
- "Atlantis" / "I Want You to Want Me" (1963)
- "Los Shadows" - "Granada" / "Adios Muchachos (Pablo The Dreamer)" / "Valencia" / "Las Tres Carabelas (Three Galleons)" - EP (1963)
- "Shindig" / "It's Been a Blue Day" (1963)
- "Geronimo" / "Shazam"	(1963)
- "Theme for Young Lovers" / "This Hammer" (1964)
- "The Rise and Fall of Flingel Bunt" / "It's a Man's World" (1964)
- "Chattanooga Choo Choo" / "Walkin" (1964)
- "Rhythm and Greens" / "The Miracle" (1964)
- The Shadows - "Rhythm & Greens" / "Ranka-Chank" / "Main Theme" / "The Drum Number" / "The Lute Number" - EP (1964)
- "Genie with the Light Brown Lamp" / "Little Princess" (1964)
- "Brazil" / "National Provincial Samba" (1965)
- "Mary Anne" / "Chu-Chi" (1965)
- "Stingray" / "Alice in Sunderland" (1965)
- "Don't Make My Baby Blue" / "My Grandfather's Clock" (1965)
- "The War Lord" / "I Wish I Could Shimmy Like My Sister Arthur" (1965)
- "Me Oh My" / "Friends" (1965)
- "I Met a Girl" / "Late Night Set"	(1966)
- "A Place in the Sun" / "Will You Be There" (1966)
- "The Dreams I Dream" / "Scotch on the Socks" (1966)
- The Shadows - Thunderbirds Are Go! - "Shooting Star" * / "Lady Penelope" / "Thunderbirds Theme" / "Zero X Theme" ( med Cliff Richard på *) - EP (1966)
- The Shadows - "Finders Keepers", "My Way", "Paella" , "Fiesta" / "Autumn" / "The Flyder And The Spy" / "My Way" - EP (1966)
- "Maroc 7" / "Bombay Duck" (1967)
- "Tomorrow's Cancelled" / "Somewhere" (1967)
- The Shadows - In Japan - "Omoide No Nagisa" / "Kimi To Itsumademo" / "Londonderry Air" / "Gin-Iro Michi" - EP (1967)
- "Running Out of World" / "London's Not Too Far" (Hank Marvin solo Side B) (1968)
- "Dear Old Mrs Bell" / "Trying to Forget the One You Love"	(1968)
- "I Cant Forget" / "Running out Of World" (1968)
- "Slaughter on Tenth Avenue" / "Midnight Cowboy" (Hank Marvin solo side B)	(1969)
- "Turn Around and Touch Me" / "Jungle Jam" (1973)
- "Let Me Be the One" / "Stand Up Like a Man" (1975)
- "Run Billy Run" / "Honorable Puff-Puff" (1975)
- "It'll Be Me, Babe" / "Like Strangers" (1976/1975))
- "Another Night" / "Cricket Bat Boogie" (1977)
- "Love Deluxe" / "Sweet Saturday Night" (1978)
- "Don't Cry for Me Argentina" / "Montezuma's Revenge" * (1979/ *1977)
- "Theme from 'The Deer Hunter' (Cavatina)" / "Bermuda Triangle" * (1979/ *1977)
- "Rodrigo's Guitar Concerto" / "Song for Duke"	(1979)
- "Riders in the Sky" / "Rusk" (1979)
- "Heart of Glass" / "Return to the Alamo" * (1979/ *1977)
- "Equinoxe Part V" / "Fender Bender" (1980)
- "Mozart Forte" / "Midnight Creepin'" (1980)
- "The Third Man" / "The Fourth Man" (1981)
- "Chi Mai" / "Summer Love '59" (1981)
- "Telstar" / "Summer Love '59"	(1981)
- "Imagine/Woman" / "Hats Off to Wally"	(1981)
- "Theme from Missing" / "The Shady Lady" (1982)
- "Treat Me Nice" / "Spot the Ball" (1982)
- "Diamonds" / "Elevenis" (1983)
- "Goin' Home" (Theme from Local Hero) / "Cat 'N' Mouse" * (1983/ *1982)
- "On a Night Like This" / "Thing-Me-Jig" * (1984/ *1981)
- "Moonlight Shadow" / "Johnny Staccato" * (1985/ *1984)
- "Dancing in the Dark" / "Turning Point" * (1985/ *1984)
- "Themes from EastEnders & Howards' Way" / "No Dancing" * (1987/ *1982)
- "Pulaski" (Theme from the BBC TV series) / "Change of Address" *  (1987/ *1980)
- "Walking in the Air" (Theme from The Snowman) / "Outdigo" * (1987/ *1980)
- "Mountains of the Moon" / "Stack-It"	(1989)
- "Shadow Mix" (Live medley of their hits) / "Arty's Party" * (1989/ *1980)

## LP/CD diskografi med Cliff Richard & The Shadows
- "Live At The ABC Kingston"  (1962)
- "32 Minutes and 17 Seconds with Cliff Richard" (1962)
- "Summer Holiday" (1963)
- "When in Spain" (1963)
- "Wonderful Life" (1964)
- "Aladdin and His Wonderful Lamp" (1964)
- "Cliff Richard" (1965)
- "When in Rome" (1965)
- "Love is Forever" (1965)
- "Finders Keepers" (1966)
- "Cinderella" (1967)
- "Established 1958" (1968)
- "Thank You Very Much - live (1978)
- "From a Distance - The Event" Live at Wembley Stadium in London (1990)
- "Reunited 50th Anniversary" (2009)

## LP/CD Solodiskografi
- Change of Direction (1967)
- The Illustrated London Noise (1969)
- Collage - Misty (1973) trio med Alan Hawkshaw og Dave Richmond
- Look On The Bright Side (1973)
- Counterpoint In Rhythm (1973)
- Image (1974)
- Links, Bridges & Stings (1974)
- Jingles (1974)
- Synthesis (1974) - duo med Alan Hawkshaw
- Synthesizer & Percussion (1974) - duo med Alan Hawkshaw
- The Hunter (Drama Suite) / Adventure Story (1975)
- Industry (Volume 1) (1975)
- Industry (Volume 2) (1975)
- Friends And Lovers (1975)
- Chartbusters (1976)
- Hot Wax (1976) - med Alan Hawkshaw
- Light And Easy (1977)
- Rock Dreams (1977) - the Brian Bennett Band
- Voyage (A Journey Into Discoid Funk) (1978)
- Tone Poems (1978)
- Darkside (1978)
- Industrial Power (1978)
- An Age Of Elegance (1978)
- Drama Montage (1978)
- Drama Montage vol 2 (1979)
- The World Around us (1979)
- Heat Exchange / One step Beyond (1979)
- Contemporary Motion (1979)
- The Video Orchestra vol. 2 (1980)  med Nick Ingman
- Music Machine (1981) med Alan Hawkshaw & Dave Lawson
- Counterpoint in Rythm (1982) med Cliff Hall
- Nature Watch (1982)
- Ruth rendell Mysteries vol. 1 (1982)
- Ruth Rendell Mysteries vol. 2 (1983)
- Thrills And Spills (1983)
- World Of Sport (1983)
- In the Groove (1985) med Warren Bennett
- Montage Of Power (1987) - med Ray Russell
- Drumtrax (1990) - solo trommer
- Airscapes (1990)
- Summerland (1991) - med Jonathan Bennett
- Orchestral Corporate (1992) - med Jonathan Bennett
- Normades of the Wind (1992)
- Global Sunrise (1993)
- Living Britain (1999)
- Survivors (2002)
- Works ( Boxset ) (2004)
- Officel Bootleg vol. 1 (2005)
- Shadowing John Barry (2015)
- Full Circle - med Alan Hawkshaw (2018)

## Solosingler
- Canvas / Slippery Jim de Grice (1967)
- Riddin´on the Gravy Train / Bubble Drum (1970) - Brian Bennett´s Thunder Company
- Chase side shoot up / Pegasus (1976)
- Thunderbolt / Clearing skies (1977) - Brian Bennett Band
- Saturday night special / Farewell to a friend (1977) - Brian Bennett Band
- Girls back home / Jonty Jump (1977) - Brian Bennett Band
- Pendulum force / Ocean Glide (1978)
- Top of the world / Soul Ice (1978)
- Shake down / Your gonna love this (1979)

## LP/CD/Single Udvalg som sideman
- Marty Wilde - "A Teenager in Love" / "Donna" (1959) - single
- The Krew Cats - "Samovar" / "Jacks Good" (1961) - single
- The Krew Cats - "Trambone" / "Peak Hour" (1961) - single
- Ella (1969) - med Ella Fitzgerald
- Soul Coaxing (1970) - med Norrie Paramor And His Strings
- John Rostill - "Funny Old World" / "Green Apples" (1971) - single
- Second Opinion (1971) - med Marvin, Welch & Farrar
- Cliff Goes East (1972) ( Live i Tokyo, Japan ) - med Cliff Richard og Marvin/Farrar group
- Space Experience (1972) - med John Keating
- 27 Top T.V. Themes & Commercials (1972) - med Alan Hawkshaw
- Organ Sounds In Super Stereo (1972) - med Alan Hawkshaw
- Moody - The Gentle Rain (1973)
- Wasp - "Melissa" / "Little Miss Bristol" (1974) single
- A Jazz Inclination (1975) - med Alan Hawkshaw
- Confunktion / Name of The Game (1975) - med Dave Richmond
- Down Wind Of Angels (1976) - med Dennis Waterman
- Waterman (1977) - med Dennis Waterman
- Soft Rock Invention (1973) - med Nick Ingman
- Terminator (1976) - med Nick Ingman
- Hank Marvin (1969) - med Hank Marvin
- Words and Music (1982) - med Hank Marvin
- Into the light (1992) - med Hank Marvin
- Heart Beat (1993) - med Hank Marvin
- Every Face Tells A Story (1977) - med Cliff Richard
- Small Corners (1978)  - med Cliff Richard
- Green Light (1978) - med Cliff Richard
- Silver (1983) - med Cliff Richard (med på et nummer)
- If Not For You (1971) - med Olivia Newton-John
- Olivia (1972) - med Olivia Newton-John
- Let Me Be There (1973) - med Olivia Newton-John
- Music Makes My Day (1974) - med Olivia Newton-John
- Lines (1976) - The Walker Brothers
- Stop, Look & Listen (1977) - Flair
- The Genius Of Love (1986) - med Roger Whittaker

## DVD /VHS Film
- Cliff Richard & The Shadows - Thank you Very Much - Live at The London Palladium (1978)
- The Shadows - Live in Rotterdam (Koncert fra Hollandsk TV) (1980)
- Cliff Richard & The Shadows - Together - Live in Birmingham (1984)
- The Shadows - The Shadows Live In Birmingham (1984)
- The Shadows - At Their Very Best - Live at the Liverpool Empire (1989)
- Cliff Richard & The Shadows - From A Distance The Event - Live at Wembley Stadium in London (1990)
- The Shadows - The Final Tour - Live in Cardiff (2004)
- Cliff Richard & The Shadows - Final Reunion - Live at the O2 Arena (2009)
- The Shadows & Cilla Black - Bandstand Live (2014)
- Marty Wilde – Born To Rock (2007)

## Film
- Summer Holiday (1963) - med Cliff Richard og The Shadows
- Wonderful Life (1964) - med Cliff Richard og The Shadows
- Finders Keepers (1966) - med Cliff Richard og The Shadows
- Rhythm 'n Greens (1966) - med The Shadows
- Thunderbirds are Go (som dukke) (1966) - med Cliff Richard og The Shadows

## Teater stykker
- Aladdin (1964) - med Cliff Richard og The Shadows
- Cinderella (1967) - med Cliff Richard og The Shadows

## Biografier
- The Shadows & Mike Read - The Story of The Shadows (1983)

## Priser
- Ivor Novello Award - for nummeret Summer Holiday (1962) - fra filmen Summer Holiday
- Ivor Novello Award - for 25 års tjenester i musik (1980)
- Ivor Novello Award - for bedste partitur til tv-serien og Soundtracket til serien "The Ruth Rendell Mysteries" (1990)
- Royal Television Society Craft & Design Awards - for bedste originale titelmusik og Soundtrack til "Murder In Mind" (2001)
- OBE (2004) - Den ypperligste orden af det Britiske Imperium